# Ru de Bouisy
Le ru de Bouisy  est un cours d'eau français qui coule dans le département de Seine-et-Marne, en région Île-de-France. C'est un affluent de l’Almont, donc un sous-affluent de la Seine.

## Géographie
De 11,66 kilomètres de longueur, le ru de Bouisy nait dans la commune de La Chapelle-Gauthieret, se jette dans l'Almont à Moisenay. Il s'écoule globalement de l’est vers l'ouest.

### Autres toponymes
- ru Brétinoust.

### Communes et cantons traversés
Le ru de Bouisy  traverse les six communes suivantes, d'amont vers l'aval, de La Chapelle-Gauthier, Saint-Méry, Châtillon-la-Borde, Sivry-Courtry, Blandy, Moisenay, toutes situées dans le département de Seine-et-Marne.
Soit en termes de cantons, le ru de Bouisy, prend source et conflue dans le canton de Nangis, dans l'arrondissement de Melun.

### Bassin versant
Son bassin versant correspond à la zone hydrographique « L'Almont du confluent du ru de Bouisy (inclus) au confluent de la Seine (exclu) (F446)» et s'étend sur 305 km2. Il est constitué à 65,16 % de « territoires agricoles », à 26,12 % de « forêts et milieux semi-naturels », à 8,61 % de « territoires artificialisés » et à 0,12 % de « surfaces en eau ».

## Affluents
Le ru de Bouisy n’a aucun affluent référencé par le SANDRE. 

### Rang de Strahler
Son rang de Strahler est de un.